# Blattella barthi
Blattella barthi är en kackerlacksart som beskrevs av Roth, L. M. 1985. Blattella barthi ingår i släktet Blattella och familjen småkackerlackor.
Artens utbredningsområde är Ecuador. Inga underarter finns listade.